# 安仁駅
安仁駅（アニンえき）は、大韓民国江原特別自治道江陵市にある韓国鉄道公社（KORAIL）嶺東線の駅である。現在は貨物駅であり、旅客営業は行っていない。

## 駅構造
- 島式ホーム1面2線の地上駅。

## 歴史
- 1962年11月6日：開業。
- 2008年1月1日：旅客取扱中止。

## 隣の駅
韓国鉄道公社
嶺東線
正東津駅 - 安仁駅 - (青良信号所)